# Louise Séguin
Louise Seguin fue la primera mujer europea en viajar a la región antártica, disfrazada de niña o cortesana en el viaje de Yves Joseph de Kerguelen de Trémarec, unos tres años antes que la asistente en botánica Jeanne Baret.
Se embarcó en Brest el 23 de marzo de 1773 en la exploración de las islas Kerguelen junto a la tripulación del buque Roland, y su presencia se utilizó posteriormente para desacreditar a Kerguelen. Este tuvo que comparecer ante un consejo de guerra acusado de contrabando en el que tuvo que dar explicaciones sobre la estancia de Louise en el Roland.